# Седіу
Седіу (фр. Sédhiou) — місто на південному заході Сенегалу, адміністративний центр однойменних області та департаменту.

## Географія
Місто знаходиться в південній частині області, на правому березі річки Казаманс, на відстані приблизно 288 кілометрів на південний схід від столиці країни Дакару. Абсолютна висота - 33 метри над рівнем моря.

## Населення
За даними перепису 2002 року чисельність населення Седіу становила 18 465 осіб .
Динаміка чисельності населення міста за роками:
| 1976 | 1988   | 2002   | 2010   |
| ---- | ------ | ------ | ------ |
| 9332 | 13 212 | 18 465 | 21 100 |

## Транспорт
Найближчий аеропорт знаходиться в місті Колда.

## Міста-побратими
- Лез-Юліс, Франція